# Heimatkundemuseum und Galerie in Česká Lípa

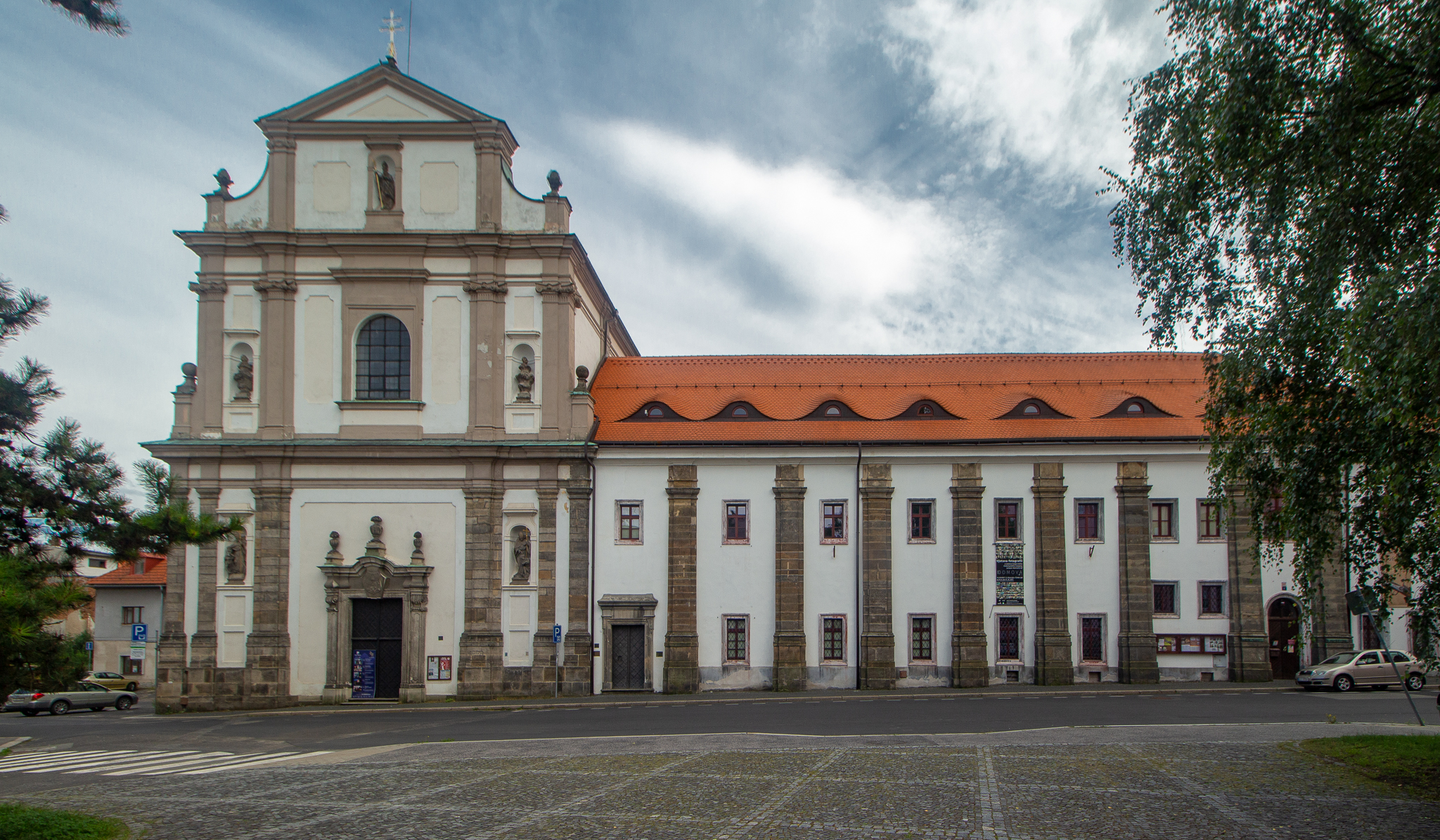
Hauptfront des Museums, links die Allerheiligen-Kirche

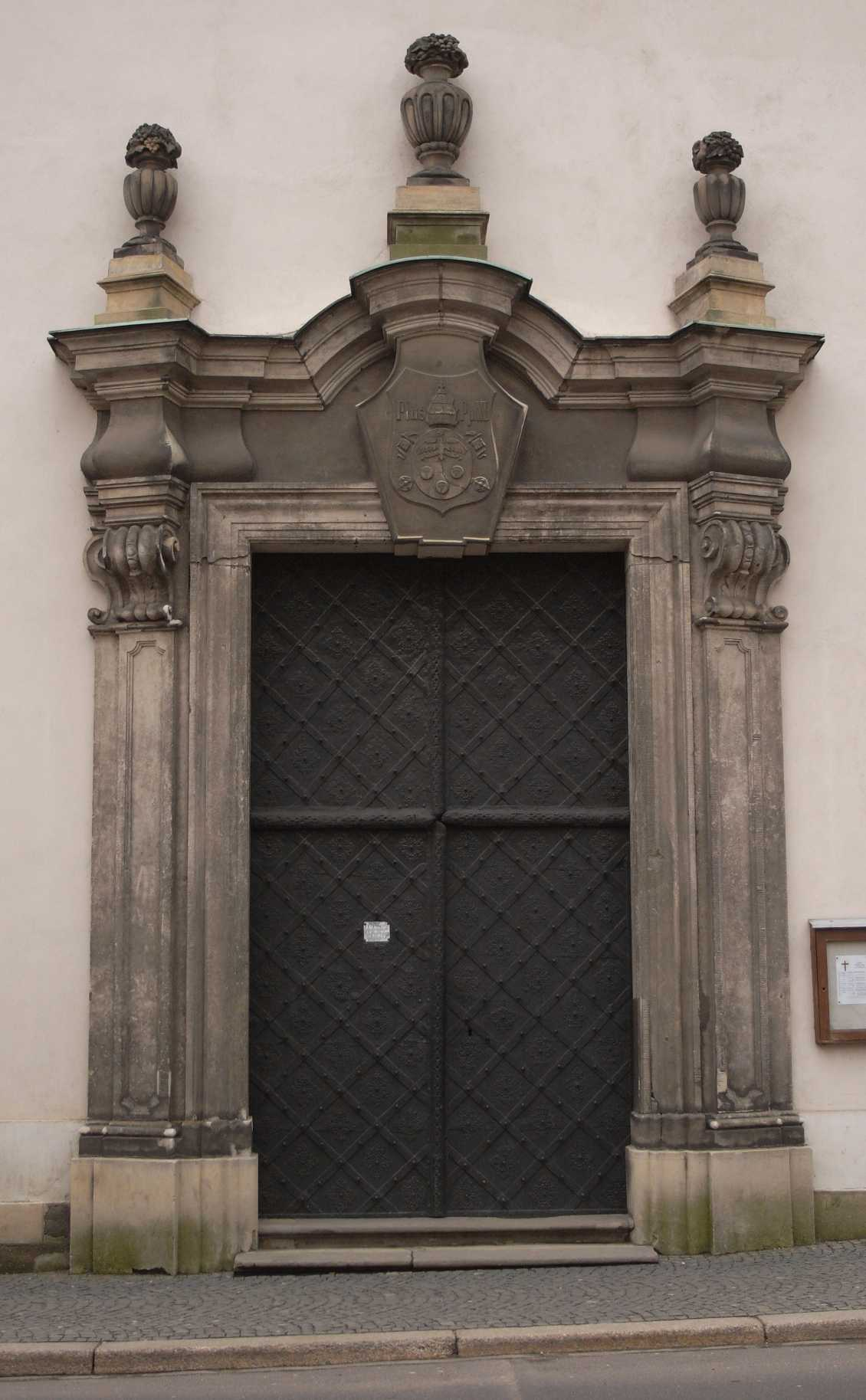
Hauptportal am Kirchenbau

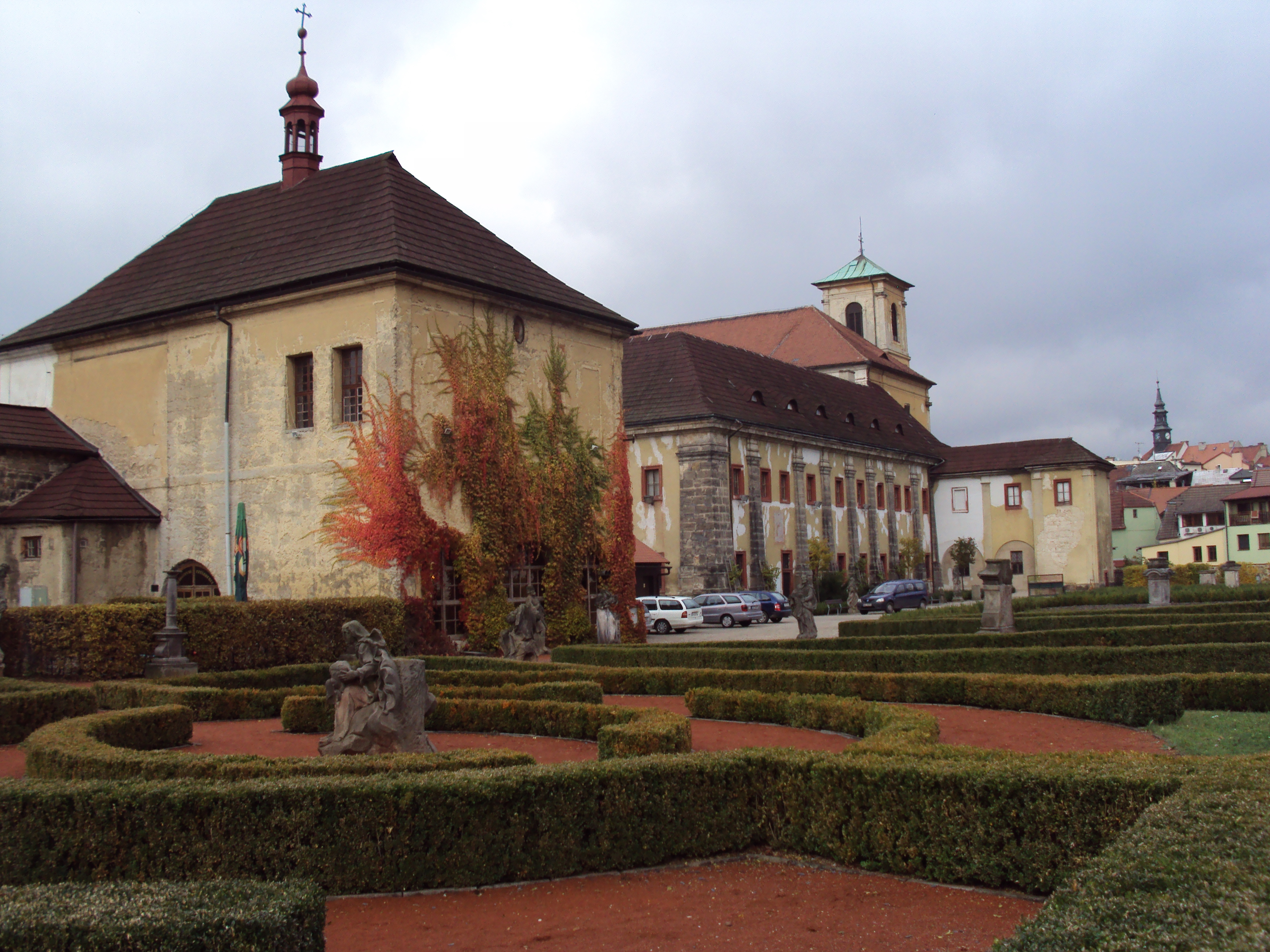
Ansicht des Museumskomplexes aus dem rekonstruierten Klostergarten

Das Heimatkundemuseum und Galerie in Česká Lípa (tschechisch Vlastivědné muzeum a galerie v České Lípě) besitzt durch seine umfangreichen Ausstellungs- und Sammlungsbestände eine herausgehobene regionale Bedeutung. Es zählt zu den wertvollsten tschechischen Regionalmuseen. In der angeschlossenen Galerie werden Wechselausstellungen gezeigt.
Das Museum untersteht der Verwaltung von der Region Liberec (seit 2003 Träger: Krajský úřad Libereckého kraje).

## Lage und Geschichte
Die heutige Museumsinstitution entwickelte sich aus verschiedenen Vorläufereinrichtungen. Ihr historischer Kern stammt vom früheren Nordböhmischen Excursions-Club.

### Vorläufernutzungen im Museumskomplex
Am südlichen Rand der Altstadt befindet sich in der früheren Marktgasse der Gebäudekomplex des ehemaligen Augustinerklosters Leipa. Die Gründung der klösterlichen Anlage wurde auf Erlass von Albrecht von Waldstein am 12. März 1627 als Lateinschule verfügt, die nach dem Vorbild des Jesuitenkollegs in Jičín entstand. Er verband damit die Absicht, die Stadt zu einem Zentrum seiner Grundherrschaft zu erheben und die Rückkehr des Katholizismus in das von der Reformation geprägte Gebiet zu befördern. Dafür gewann Albrecht von Waldstein den belgischen Augustinermönch Paulus Conopeus (* 1595; † 1635). Dieser kam vom Kloster St. Thomas in Prag und wurde Vorsteher des Klosters und der Lateinschule.
Das Kloster als kirchliche Einrichtung erlitt im Mai 1950 eine gewaltsame Auflösung. In einigen Räumlichkeiten errichtete man danach eine Automobilwerkstatt.
In den Gebäuden des ehemaligen Augustinerklosters (Augustiniánský Klášter) befindet sich seit 1964 das Heimatmuseum von Česká Lípa, ab 1960 hatte hier bereits das Bezirks- und Kreisarchiv seinen Heimstätte. Später übernahm die Museumsverwaltung weitere, der Öffentlichkeit zugängliche Außenstellen.

### Vorgeschichte und Gründung
Das Museum von Böhmisch Leipa als Institution ist allerdings älter. Es wurde vom 1878 gegründeten Verein Nordböhmischer Excursions-Club als bürgerschaftliche Initiative wohlhabender und kulturgeschichtlich sowie naturkundlich interessierter Personen als nichtöffentliche Sammlung geschaffen und am 18. Oktober 1900 in einer Gründungsversammlung des Trägervereins Böhmisch Leipaer Museumsgesellschaft eröffnet (Satzungsbeschluss vom 21. Juni 1900). Damals trug es den Namen Leipaer Museum. Einen großen Teil des Sammlungsbestandes verdankt das Museum dem Enthusiasmus und dem bildungsorientierten Geist des Industriellen und Privatsammlers Heinrich Wedrich (* 26. September 1835; † 7. November 1904) und dem Abenteuerdrang von Karel Löwe (* 1847; † 1902).
Wedrich betrieb im früheren Böhmisch Leipa eine Tuchfabrik und war Sammler von hochwertigen zoologischen Objekten, Kleinplastiken, Bildender Kunst, Numismatik und Porträts. Für diese Privatsammlung kaufte Wedrich das Gebäude eines ehemaligen Gasthauses (Gasthaus Zum Tal Josaphat) am Stadtpark, worin er vor seinem Tod die Sammlung als Privatmuseum betrieb. Mit seinem Testament übertrug er diese Sammlung an die Stadt. Seine Vermögensverhältnisse ermöglichten ihm Reisen in Europa, besonders interessierte er sich für Skandinavien. Von diesen Aufenthalten brachte er viele Sammlungsstücke mit, die heute zum musealen Bestand gehören.
Löwe war ein Seefahrer und Soldat, der bei seinen Aufenthalten in China, Japan und der Türkei diverse bemerkenswerte landeskundliche Objekte sammelte und sie seinen Eltern in Böhmisch Leipa zusandte.
Der Nordböhmische Exkursions-Club (NEC) war der erste heimatkundliche Verein der Deutschböhmen in Nordböhmen. Dieser hatte seinen Sitz im damaligen Realgymnasium, gegenüber vom Klosterkomplex. In der Gründungsphase bestanden Überlegungen, den Verein Wissenschaftlicher Durchforschungsverein für das nördliche Böhmen zu nennen. Dieser Namensvorschlag, der dem Charakter nach als Hinweis auf die konzeptionelle Ausrichtung dieser Vereinigung zu verstehen ist, setzte sich nicht durch. Der Augustinermönch und Gymnasiallehrer Anton Amand Paudler (* 8. Oktober 1844; † 10. November 1905) und der Arzt Franz Hantschel gehörten zu den frühen und führenden Vereinsmitgliedern. Letzterer übernahm die redaktionelle Verantwortung für die Mitteilungen des Nordböhmischen Exkursions-Clubs (MNEC), und beide setzten sich parallel zu den naturwissenschaftlichen Themenstellungen ebenso für das literarische Schaffen deutschsprachiger Autoren der weiteren Region um Böhmisch Leipa ein (Spitzberg-Album, Dichtungen aus Nordböhmen). Weitere frühe Mitglieder waren Franz Schmeykal und Jaroslav Rilke, der Onkel von Rainer Maria Rilke.
Durch die vielseitigen Vereinsaktivitäten wuchsen die Museumsbestände schnell an. Der Verein gab seine Mitteilungen bis zum Beginn des Zweiten Weltkrieges heraus.

### Entwicklung zwischen 1915 und 1945
Im Jahre 1915 wurde der Verein in Nordböhmischer Verein für Heimatforschung und Wanderpflege umbenannt und wirkte so bis 1938. Parallel entstand 1928 der Verein Český muzejní spolek pro kraj Českolipský (Tschechischer Museumsverein für den Kreis Česká Lípa), der seit 1930 die Heimatkundezeitschrift Bezděz herausgab.
Nach dem Ersten Weltkrieg entstand bei der städtischen Verwaltung von Česká Lípa großer Raumbedarf. Deshalb schloss man das Wedrich-Museum und lagerte die Sammlungsbestände ein. Der Schulinspektor Josef Maštálko (1876–1950) versammelte um 1926 Vertreter der tschechischen Intelligenz aus der Region, um sich an einer Ausstellung über das gewerbliche und kulturelle Leben der tschechischen Minderheit Nordböhmens zu beteiligen. Sie wurde in Mladá Boleslav aufgebaut und auch vom Staatspräsidenten Tomáš Garrigue Masaryk besucht. Nach ihrer Schließung verwendete man die Objekte und Unterlagen zum Gründungsakt des Český muzeum pro kraj Českolipský (Tschechisches Museum für den Kreis Česká Lípa) am 21. März 1928 in der Villa von Josef Maštálko. Dieses Museum begann seine öffentliche Arbeit in der neu erbauten tschechischen Schule von Haida (Nový Bor) und zog 1933 zwischenzeitlich in ein Nebengebäude der Tyršova česká škola (Tirschs Tschechische Schule) in Česká Lípa. Ihre endgültige Aufstellung fand sie 1936 im Schloss Zákupy.
Die Stadt Česká Lípa präsentierte ab 1933 im ehemaligen Renaissanceschloss Rotes Haus (Červený dům) Teile der zwischenzeitlich eingelagerten Bestände vom Wedrich-Museum wieder in der Öffentlichkeit. Die naturwissenschaftlichen Themen waren dabei nicht vertreten, da ein eigenständiges Sudetendeutsches Jagdmuseum vorgesehen war, das aber nie verwirklicht wurde.

### Nach 1945
Nach 1945 trug das Museum den Namen Krajské muzeum (Kreismuseum) und ab 1949 Krajinské vlastivědné muzeum (Regionales Heimatkundemuseum). Der 1928 gegründete Verein nahm ab 1945 unter dem veränderten Namen Muzejní spolek pro kraj Českolipský (Museumsverein für den Kreis Česká Lípa) seine Arbeit wieder auf. Er führte in dieser Zeit das bisher deutsche Stadtmuseum und das Museum von Heinrich Wedrich (MNEC) zusammen. Seit 1952 arbeitete die Einrichtung als Okresní muzeum (Bezirksmuseum), was einer hierarchischen Abstufung entsprach.
Ab 1961 rekonstruierte man den Gebäudekomplex nach Maßgaben der archivalischen und musealen Nutzung. Die Räumlichkeiten des ehemaligen Augustinerklosters wurden ab Mai 1968 für das Museum und seine Sammlungen genutzt, weil es von der Zamecká ulice (Schloßstraße) dahin umzog.
Der Augustinerorden erhielt 1990 im Rahmen einer Restitution das ehemalige Kloster zurück und der Tschechische Staat kaufte es 1995 von diesem ab, um die bisherige Nutzung (Museum und Archiv) in eigener Regie zu gewährleisten. Das Státní oblastní archiv (Staatliches Regionalarchiv) erhielt 1999 einen eigenen Funktionsbau an anderer Stelle.

## Gebäudekomplex

### Allerheiligenkirche
Der Komplex besteht heute aus der Kirche Allerheiligen (Kostel Všech svatých), geweiht am 1. November 1707, mit einem angrenzenden vierseitigen Gebäude. Der Altar und einige erhaltene Bilder sind älter als die heutige Kirche. Ihr Vorgängerbau war 1661 durch einen Brand zerstört worden.

1698 errichteten die Mönche eine Kapelle im Stile des Heiligen Hauses von Nazareth (Santa Casa), sie ist eine von zwei Loretokapellen in Nordböhmen. Um sie herum befindet sich der Kreuzgang (heute durch Verglasung geschützt), der als Galerie und für gesellschaftliche Anlässe Nutzung findet.
Auf diese Weise erweiterte sich das Areal in westlicher Richtung. Dem Kreuzgang schließt sich an seiner westlicher Seite die kleine Kapelle zur Allerheiligsten Dreifaltigkeit (kaple Nejsvětější Trojice) von 1761 an, der heutige Biber-Festsaal (benannt nach Heinrich Ignaz Franz Biber). Darin steht ein barocker Altar.

Von dem Südflügel im Kreuzgang führt die Heilige Treppe (Svaté schody) zu einem isolierten Absatz auf der Höhe des ersten Geschosses. Ihr bauliches und religiöses Vorbild ist die Heilige Treppe im Palast von Pontius Pilatus in Jerusalem.
Zum dreihundertjährigen Jubiläum des Klosters erhob Papst Pius XI. am 22. Juni 1927 die Kirche Allerheiligen in den Status einer Basilica minor.

### Klostergarten
Die Anlage besitzt einen Klostergarten, der nach seiner barocken Konzeption rekonstruiert wurde und 2006 zum Internationalen Museumstag wiedereröffnet wurde. Seine Größe beläuft sich auf 5956 Quadratmeter. Die Freiflächen werden als Lapidarium für gefährdete Sandsteinplastiken aus der Umgebung von Česká Lípa genutzt.
Die Bauten, viele Architekturdetails sowie Plastiken sind aus regionalem Sandstein errichtet, der in der Umgebung der Stadt landschaftsprägend als Randzone vom Böhmischen Kreidebecken vielfältig auftritt. In den Innenräumen existieren teilweise noch alte Fußbodenplatten aus einem böhmischen Mergelstein/Opuka, und für die Stufen der Heiligen Treppe (28 Stufen) im Kreuzgang wurde ein rotbrauner Kalkstein des Barrandiums (Typ Slivenec) verwendet.

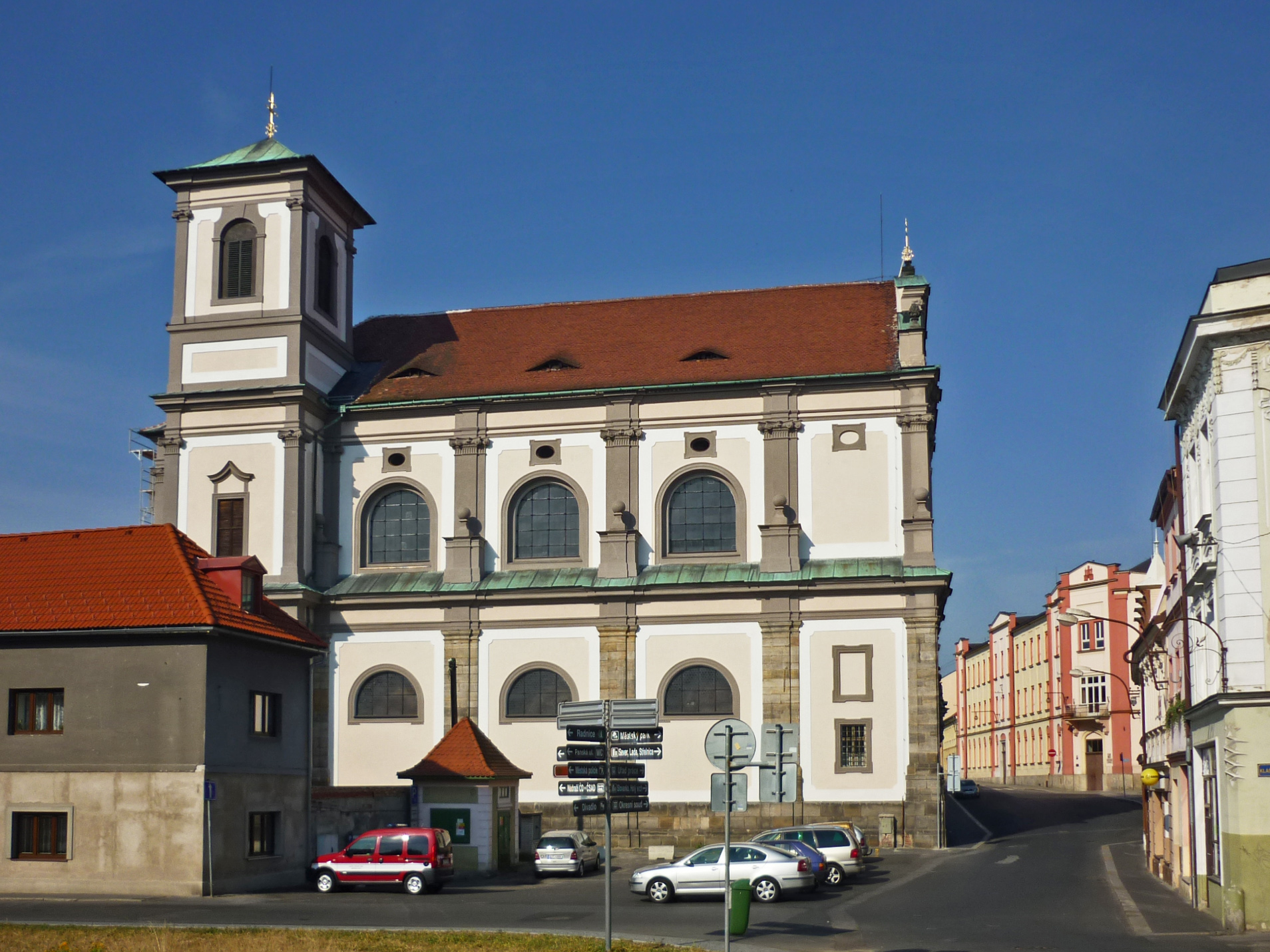
Kirche Allerheiligen vom Augustinerkloster
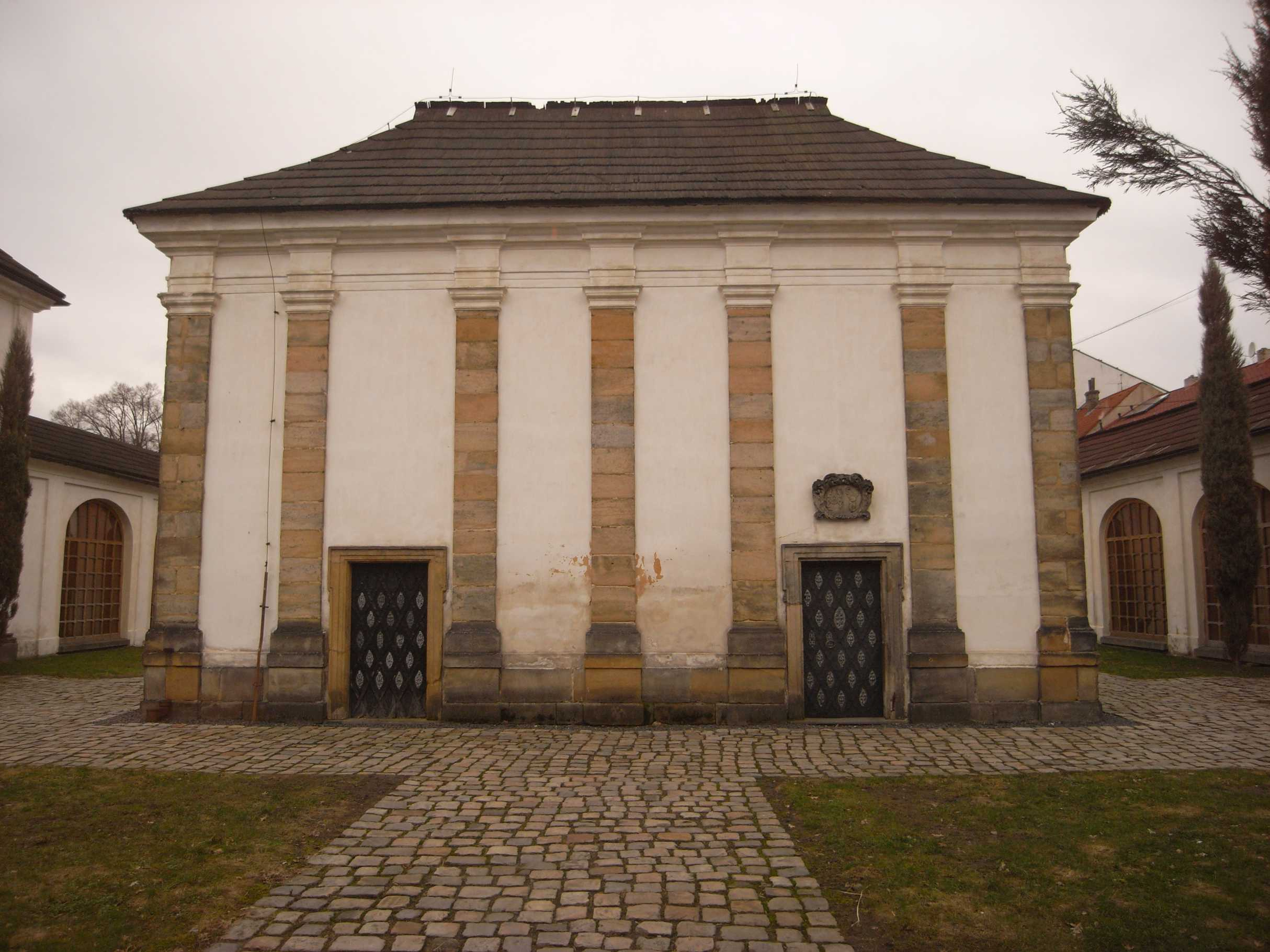
Loretokapelle im ehemaligen Augustinerkloster
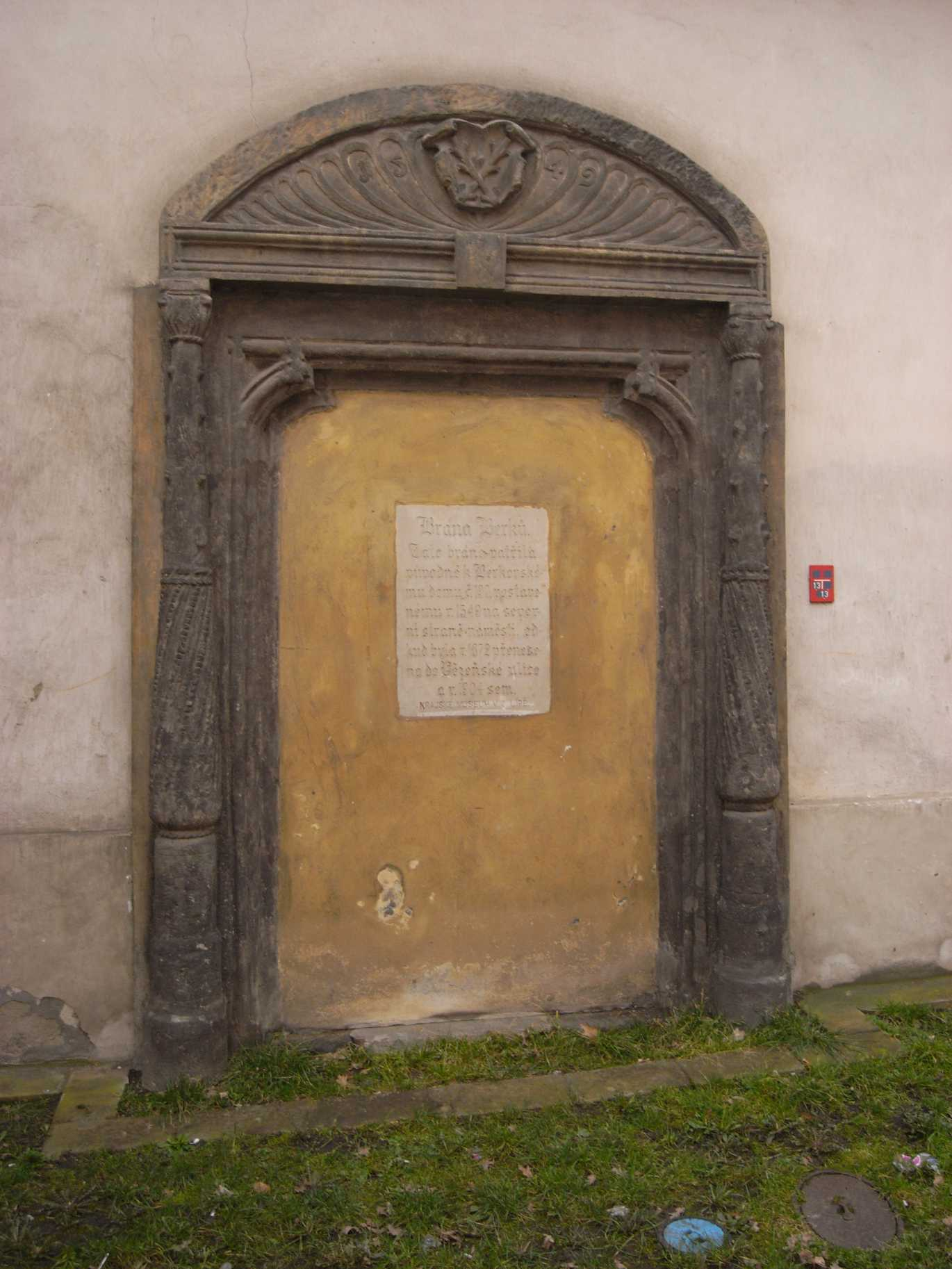
Barockes Portal an der Straßenseite

## Gliederung des Museums
Der museale Hauptkomplex im ehemaligen Augustiner-Kloster von Česká Lípa besteht aus den Bereichen:
- Historische Abteilung

Im 1. Obergeschoss des Museums befindet sich der Bereich, der sich mit der Geschichte der Stadt und ihrer weiteren Umgebung befasst. Es werden Gemälde und historische Illustrationen, alte Plastiken aus Holz und Stein, Handschmiedearbeiten, Alltagsgegenstände sowie Objekte der Handwerks- und Industriegeschichte gezeigt.
- Naturwissenschaftliche Abteilung (Botanik, Zoologie der Wirbeltiere, Zoologie der Wirbellosen, Ökologische Beratungsstelle ORSEJ, Geowissenschaften, Klostergarten)

Dieser Bereich zeigt reichhaltige Kollektionen aus den klassischen Gebieten der naturkundlichen Sammlungstätigkeit.
- Archäologische Abteilung

In dieser Abteilung sind Ausgrabungsergebnisse und Themen der Ur- und Frühgeschichte aus der Region Česká Lípa ausgestellt.
- Abteilung Schmiedehandwerk

Dieser Ausstellungsteil präsentiert verschiedene Schmiedearbeiten aus vergangenen Epochen.
- Bibliothek

Die umfangreiche Bibliothek besitzt einen hohen Anteil von Altbeständen vom Exkursionsclub, die durch Schriftentausch mit anderen, sogar internationalen, Vereinigungen ergänzt wurde. Das ist ein Hinweis auf die umfassenden Arbeiten seit der Gründung des Vereins. Sie nahm nach 1945 weitere Bibliotheksbestände von ehemaligen Schulen aus der Region, ehemaligen Klöstern, Pfarrämtern und aus früheren jüdischen Gemeinden auf. Alle Bestände sind heute im Hauptgebäude untergebracht, und im Erdgeschoss besteht ein öffentlich zugänglicher Lesesaal mit Handbibliothek.
- Galerie (im Kreuzgang)

Wechselausstellungen von zeitgenössischer Kunst oder historischen Aspekten. In einem Sonderbereich ist eine alte Buchbinderwerkstatt aufgestellt. Die Bedeutung und der Zweck der Heiligen Treppe wird mit historischen Fotos und Texten veranschaulicht.
Außenstellen befinden sich in:
- Kravaře, das frühere Schultheißenamt von Víska (Vísecká rychta Kravaře)
- Doksy, die Gedenkstätte Karel Hynek Mácha (Památník K. H. Máchy Doksy)
- Lemberk, das Lustschloss Breda

## Publikationen
Das Museum ist Herausgeber folgender Publikationen:
- Bezděz (Jahrbuch des Museums) seit 1990
- Bibliografie historicko – vlastivědné literatury okresu Česká Lípa (Bibliographie der historisch – heimatkundlichen Literatur des Bezirkes Česká Lípa)
- zahlreiche Einzelpublikationen.

### Historische Periodika
- Mitteilungen des Nordböhmischen Exkursions-Clubs